# Ereca affinis
Ereca affinis is een hooiwagen uit de familie Assamiidae.